# Sceloporus jarrovii
Sceloporus jarrovii är en ödleart som beskrevs av  Cope 1875. Sceloporus jarrovii ingår i släktet Sceloporus och familjen Phrynosomatidae.

## Underarter
Arten delas in i följande underarter:
- S. j. jarrovii
- S. j. cyanostictus
- S. j. sugillatus